# Villebourg
Villebourg ist eine französische Gemeinde mit 304 Einwohnern (Stand: 1. Januar 2022) im Département Indre-et-Loire in der Region Centre-Val de Loire; sie gehört zum Arrondissement Chinon und zum Kanton Château-Renault. Die Einwohner werden Villebourgeois und Villebourgeoises genannt.

## Geographie
Villebourg liegt etwa 31 Kilometer nordnordwestlich von Tours am Fluss Vandœuvre. Umgeben wird Villebourg von den Nachbargemeinden Dissay-sous-Courcillon im Norden und Nordwesten, Épeigné-sur-Dême im Nordosten, Bueil-en-Touraine im Osten, Saint-Paterne-Racan im Süden sowie Saint-Christophe-sur-le-Nais im Westen.

## Bevölkerungsentwicklung
| 1962                       | 1968 | 1975 | 1982 | 1990 | 1999 | 2006 | 2018 |
| -------------------------- | ---- | ---- | ---- | ---- | ---- | ---- | ---- |
| 386                        | 328  | 299  | 286  | 251  | 259  | 276  | 298  |
| Quellen: Cassini und INSEE |      |      |      |      |      |      |      |

## Sehenswürdigkeiten
- Kirche Saint-Martin aus dem 11./12. Jahrhundert
- Herrenhaus im Weiler Le Gué du Roi aus der zweiten Hälfte des 15. Jahrhunderts

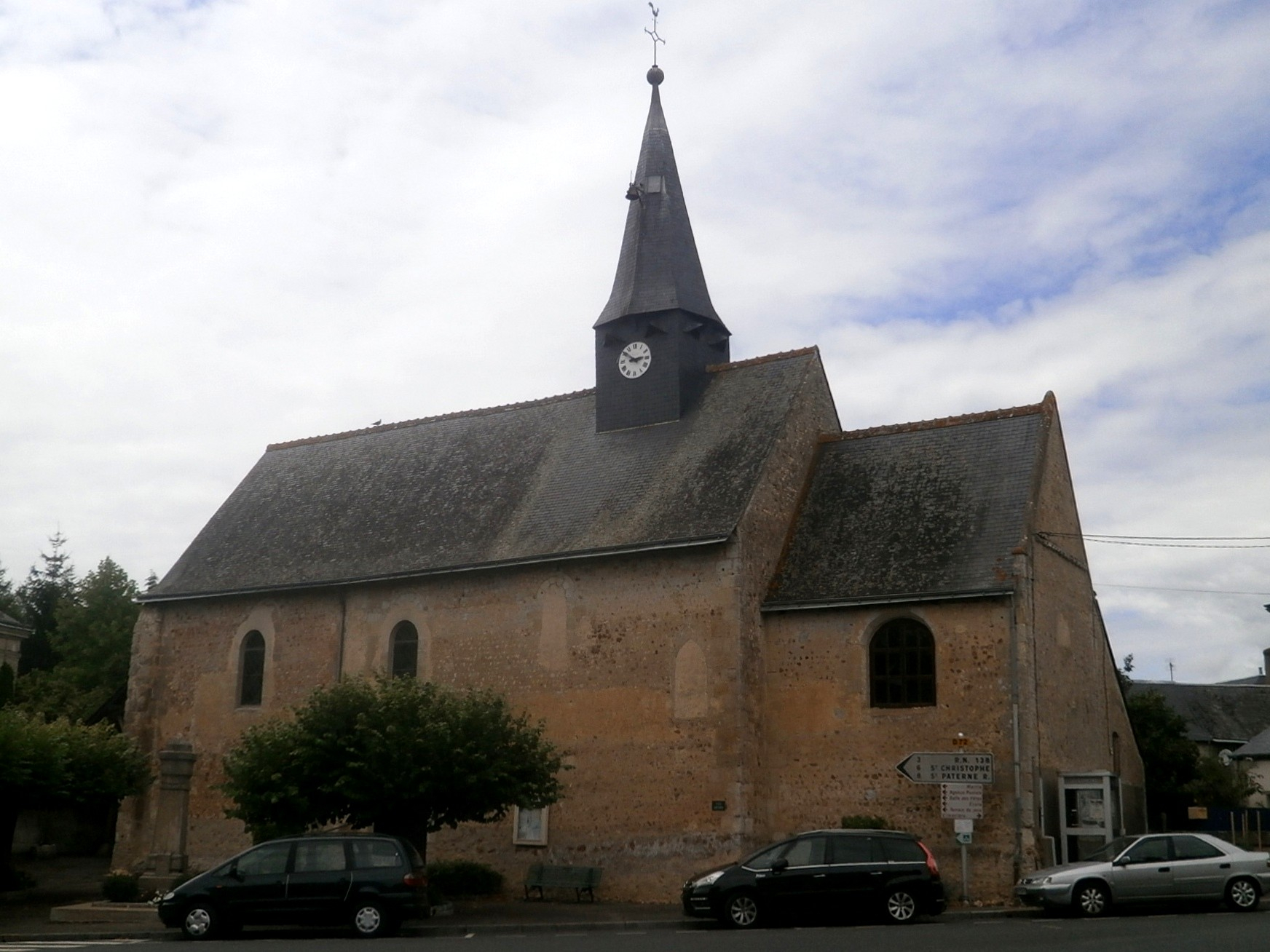
Kirche Saint-Martin